# Бугаев, Анатолий Афанасьевич
Анато́лий Афана́сьевич Буга́ев (14 марта 1938, пос. Соцгородок, Рыбинский район (ныне г. Рыбинск), Ярославская область, СССР) — советский футболист, защитник. Мастер спорта СССР.

## Биография
Анатолий Бугаев родился 14 марта 1938 года в посёлке Соцгородок, впоследствии ставшем районом Рыбинска, в семье офицера. После Великой Отечественной войны вместе с семьёй переехал в посёлок Металлострой Ленинградской области, где под руководством Николая Васильева стал играть в футбол. С 16 лет играл в команде «Металлострой», с 18 — в сборной погранвойск во время службы в армии, выступал также за команду «Балтия» Клайпеда на первенство Литовской ССР. По возвращении из армии играл за команду одного из заводов Колпинского района, после чего был приглашён в ленинградский «Зенит». В 1960 году провёл в чемпионате два матча: 24 июня в домашнем матче против «Пахтакора» (4:1) вышел на замену во втором тайме, а 12 июля отыграл полный матч против СКА (1:2), открыв счёт на 8 минуте. Позже принял участие в турне «Зенита» по Канаде. В 1961 году Бугаев, перешедший с позиции центрального нападающего на место левого полусреднего, забил 8 голов в 22 матчах, оформив два дубля. В следующем сезоне в связи с возросшей конкуренцией и травмами провёл только два матча, выходя на замену: против «Жальгириса» (7:0) и «Динамо» Тбилиси (5:0). В мае 1963 перешёл в ленинградское «Динамо», где стал играть в полузащите. Сыграл в чемпионате только одну игру — 25 июня против московского «Локомотива» (1:1, был заменён на 65 минуте). Проведя в следующем сезоне за команду семь матчей, Бугаев завершил карьеру из-за очередной тяжёлой травмы.
В 1968 окончил школу тренеров при ГОЛИФКе имени Лесгафта. В 1965—1973 работал тренером детских и юношеских групп в ленинградском «Динамо», один из воспитанников — будущий вице-премьер Санкт-Петербурга Валерий Малышев. В 1973—1976 годах был тренером владивостокского «Луча», который возглавлял Лев Бурчалкин. В 1977—1979 — помощник Анатолия Васильева в ленинградском «Динамо». В 1990—1999 — вновь тренер в «Динамо».